# Канадская литература
Кана́дская литерату́ра — литература, написанная канадскими авторами. В силу того, что в стране два государственных языка, канадская литература обычно делится на две большие традиции: англоканадскую литературу и франкоканадскую литературу. С 1959 года обзор канадской литературы осуществляется в одноимённом журнале, который выходит при поддержке университета Британской Колумбии ежеквартально.

## Литература на английском языке

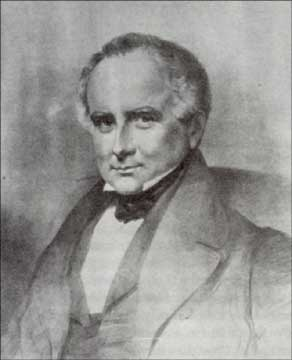
Томас-Ч. Хэлибёртон

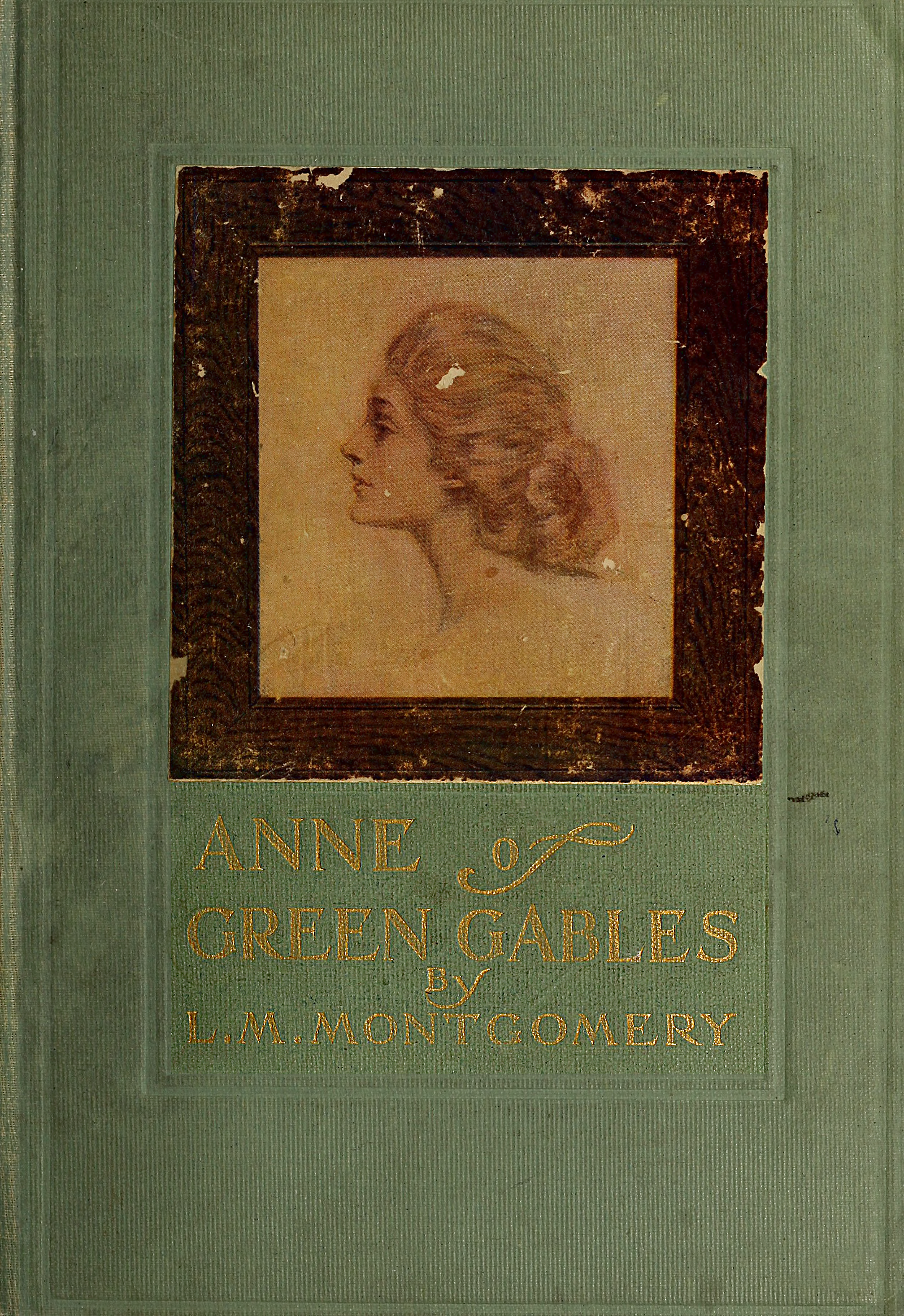
Обложка первого издания «Энн из Грин Гейблз» (1908)

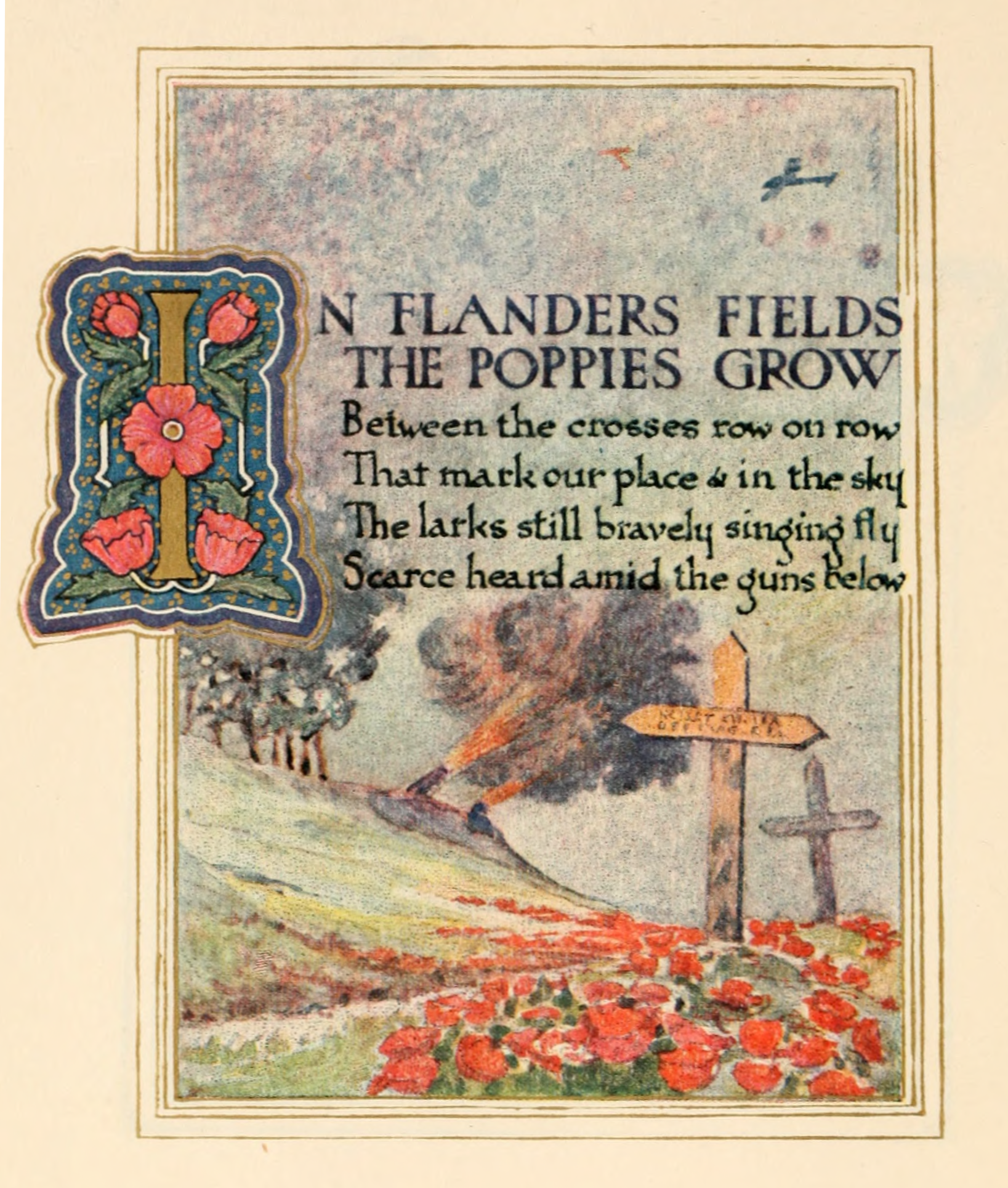
Первая страница иллюстрированного издания «На полях Фландрии» (1921)

## Франкоканадская литература

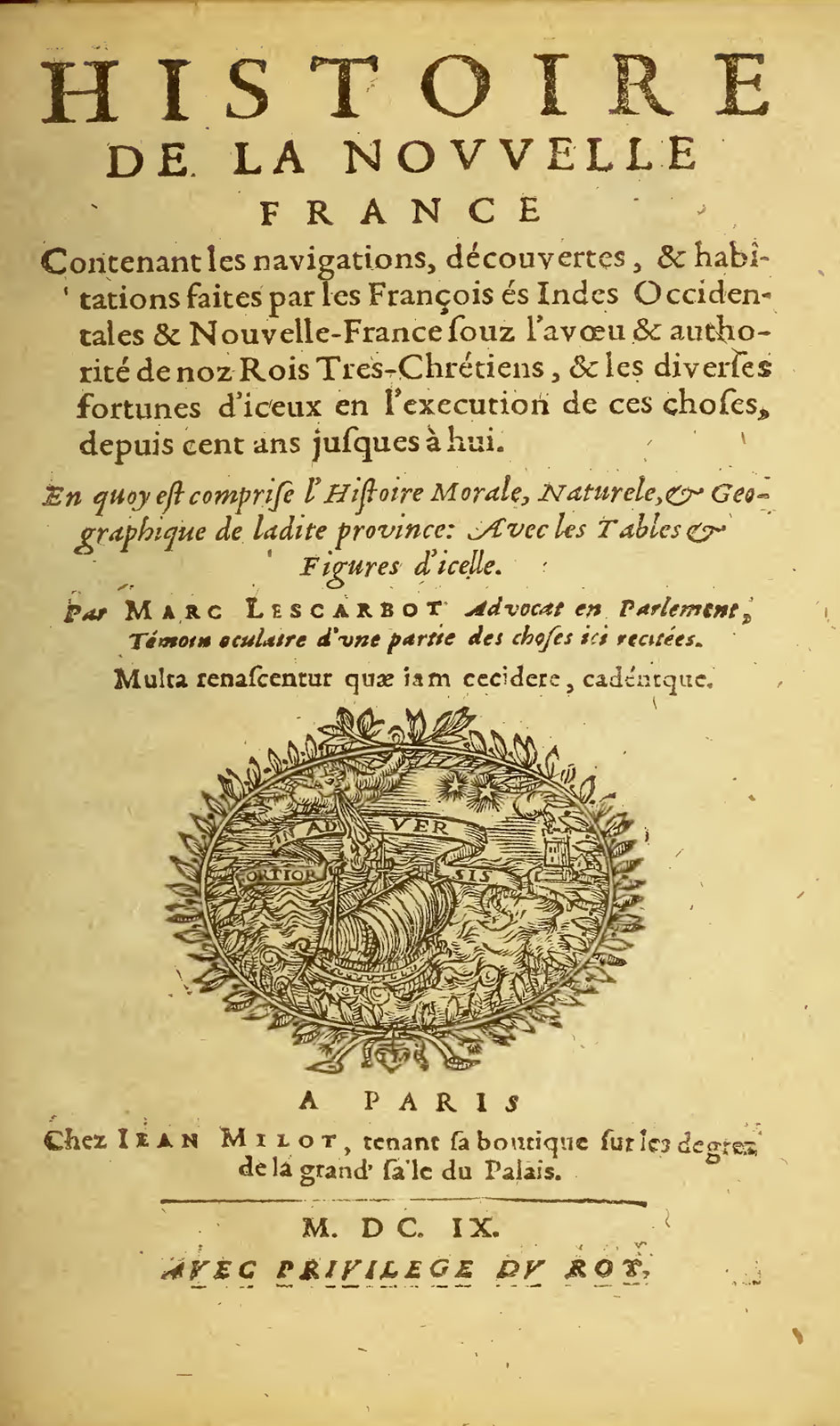
Титульный лист «Истории Новой Франции» (1609)

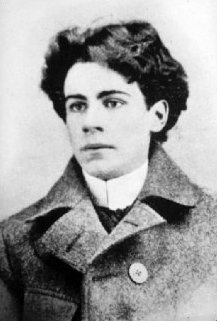
Эмиль Неллиган

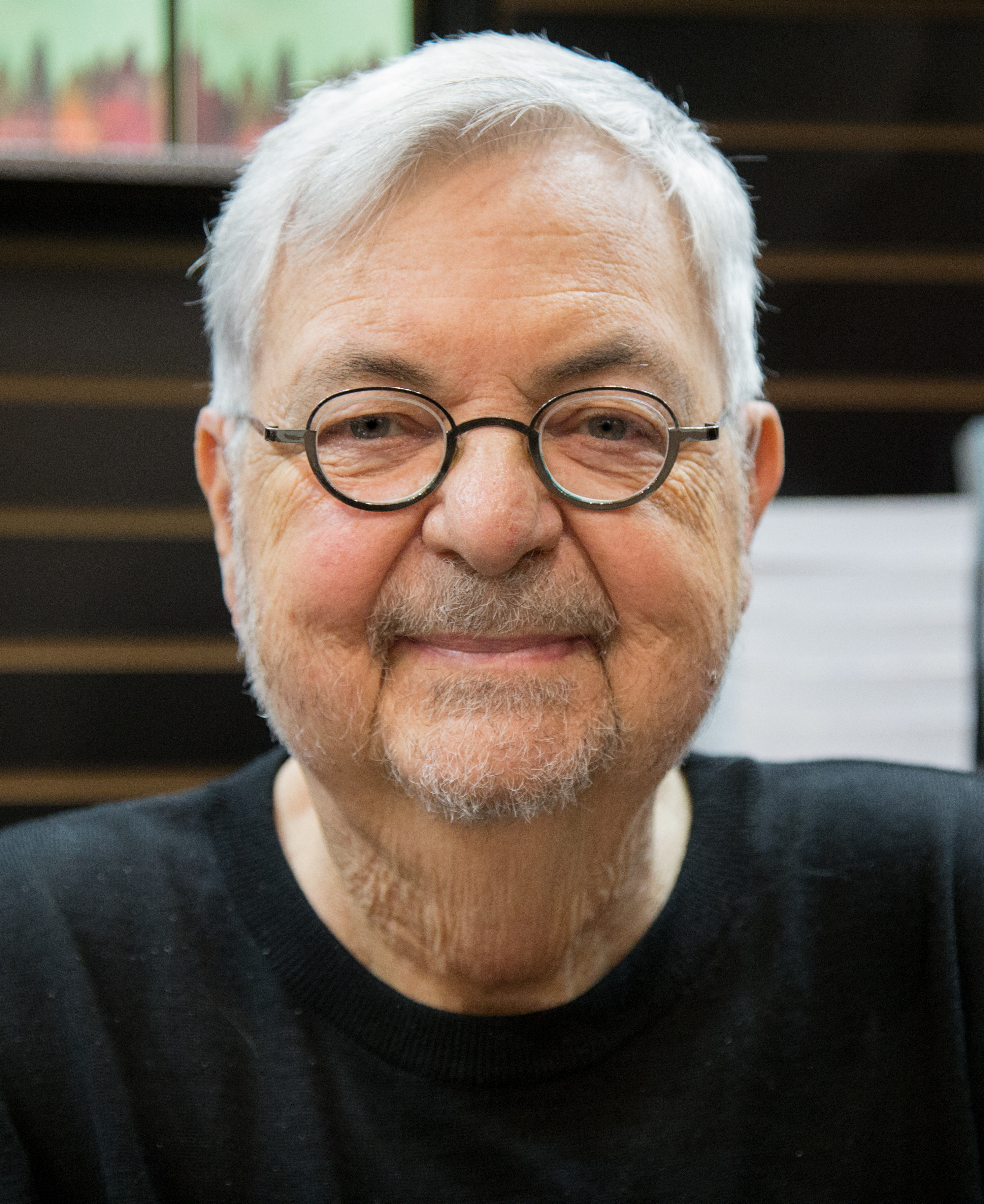
Мишель Трамбле